# Vereinigte Flugtechnische Werke
Pour les articles homonymes, voir VFW.
Vereinigte Flugtechnische Werke (VFW) était une société de construction aéronautique située à Brême en Allemagne, sur l'emplacement des anciennes usines Focke-Wulf. Elle était née en 1963 de la fusion des usines Weser Flugzeugbau et des successeurs de Focke-Wulf.
À partir du moment où l'Allemagne de l'Ouest fut de nouveau autorisée à construire des avions, dix ans après la chute du Troisième Reich, elle construisit le Noratlas sous licence. Après quelques années de partenariat avec Fokker (de 1969 à 1980) au cours desquelles fut entre autres construit le VFW 614, elle s'en sépara et fusionna en 1980 avec Messerschmitt-Bölkow-Blohm (MBB). 
Elle développa un prototype de chasseur polyvalent à réaction à décollage et atterrissage vertical VAK 191 B et construisit plusieurs types d'avions légers (RF-4, RF-5 B Sperber, RF-6). Elle participa également aux programmes Nord 2501 Noratlas (construction sous licence des exemplaires destinées à l'Allemagne), C-160 Transall, Panavia Tornado et Airbus. Elle abritait aussi la société ERNO.
Elle est aujourd'hui intégrée dans EADS.

## Production
- SG-1262 Schwebegestell
- VFW-Fokker VAK 191B
- VFW 614
- VFW-Fokker H-3
- Transall C-160